# Soňa Nováková-Dosoudilová
Soňa Nováková-Dosoudilová (nazwisko panieńskie: Soňa Nováková, ur. 6 października 1975 w Ołomuńcu) – czeska siatkarka i siatkarka plażowa, uczestniczka Letnich Igrzysk Olimpijskich 2000 i 2004, dwukrotna mistrzyni Europy.

## Kariera
Wraz z Evą Celbovą dwukrotnie zdobyła tytuł mistrzyni Europy; w 1996 we włoskiej Pescarze i w 1998 w greckim Rodos oraz trzykrotnie brąz; w 1997, 1999 i w 2002. W 2001 zdobyły brąz na mistrzostwach świata w austriackim Klagenfurcie.
W 2000 roku reprezentowała Czechy na letnich igrzyskach olimpijskich w Sydney w parze z Evą Celbovą. Po zwycięstwie w rundzie eliminacyjnej nad reprezentantkami Holandii Deborą Schoon-Kadijk i Rebekką Kadijk awansowały do 1/8 finału. W 1/8 finału uległy japońskiej parze Yukiko Takahashi–Mika Saiki i zakończyły rywalizację w turnieju olimpijskim.
W 2004 roku ponownie wystąpiła na letnich igrzyskach olimpijskich, również w parze z Evą Celbovą. Po zwycięstwach nad reprezentantkami Holandii i Japonii oraz porażce z Amerykankami zajęły drugie miejsce grupie A i awansowały do 1/8 finału. Tam uległy amerykańskiej parze Holly McPeak-Elaine Youngs i odpadły z turnieju olimpijskiego.
W 2005 urodziła córkę o imieniu Sára.
w latach 2008–2014 grała w parze z Terezą Tobiášovą, a od 2015 z Lenką Háječkovą.